# Bustillo del Oro
Bustillo del Oro ist ein nordspanischer Ort und eine Gemeinde (municipio) mit 79 Einwohnern (Stand: 2024) im Osten der Provinz Zamora der Autonomen Gemeinschaft Kastilien-León.

## Lage
Bustillo del Oro liegt etwa 35 Kilometer nordöstlich von Zamora in der kastilischen Hochebene in einer Höhe von etwa 705 m. Das Klima im Winter ist durchaus kalt, im Sommer dagegen warm bis heiß; die spärlichen Regenfälle (ca. 492 mm/Jahr) fallen verteilt übers ganze Jahr.

## Bevölkerungsentwicklung
| Jahr      | 1970 | 1981 | 1991 | 2001 | 2011 | 2021 |
| Einwohner | 425  | 257  | 190  | 140  | 97   | 81   |

Der deutliche Bevölkerungsrückgang in der zweiten Hälfte des 20. Jahrhunderts ist im Wesentlichen auf die Mechanisierung der Landwirtschaft und den damit einhergehenden Verlust von Arbeitsplätzen zurückzuführen.

## Sehenswürdigkeiten

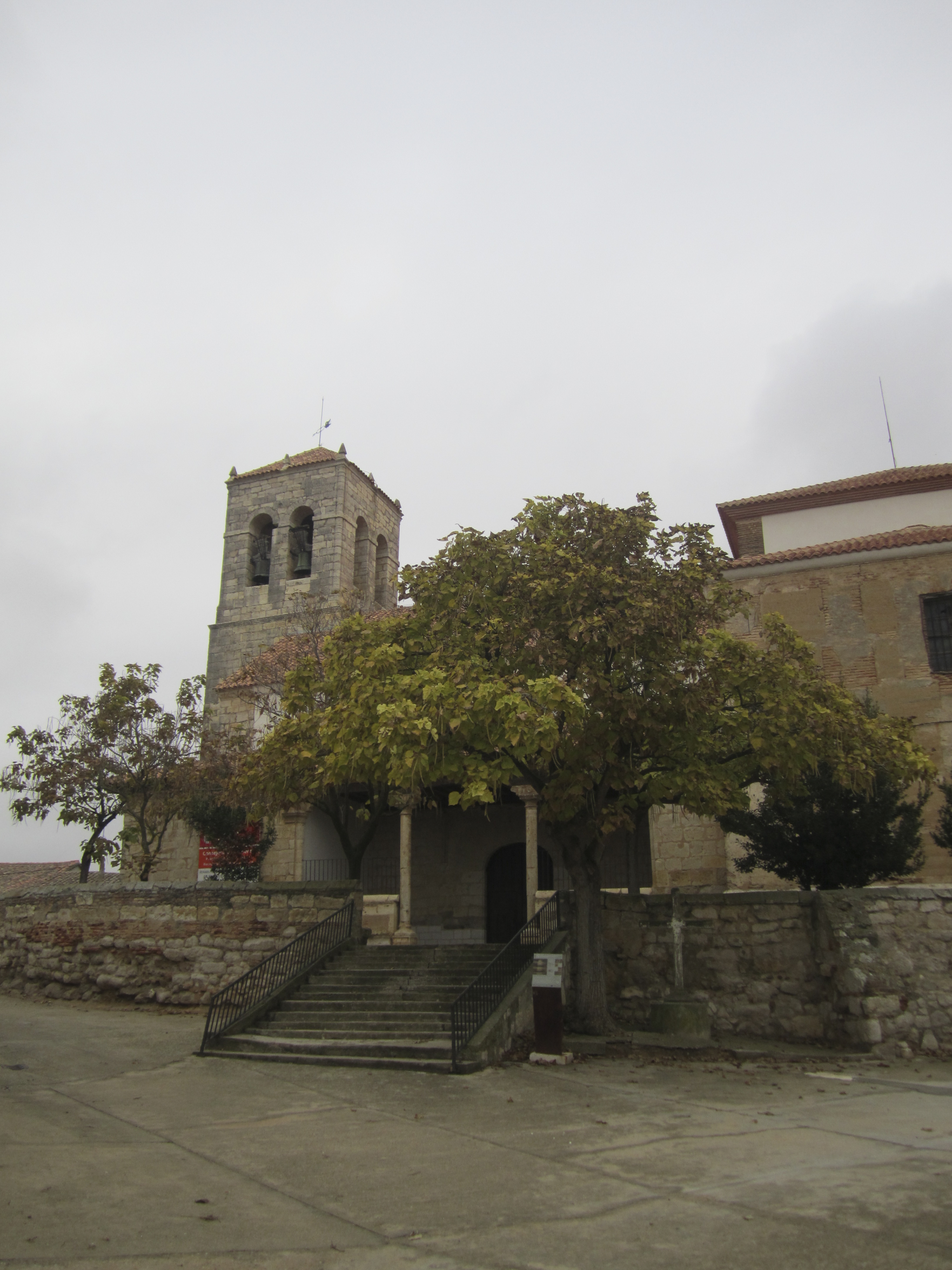
Kirche Mariä Himmelfahrt
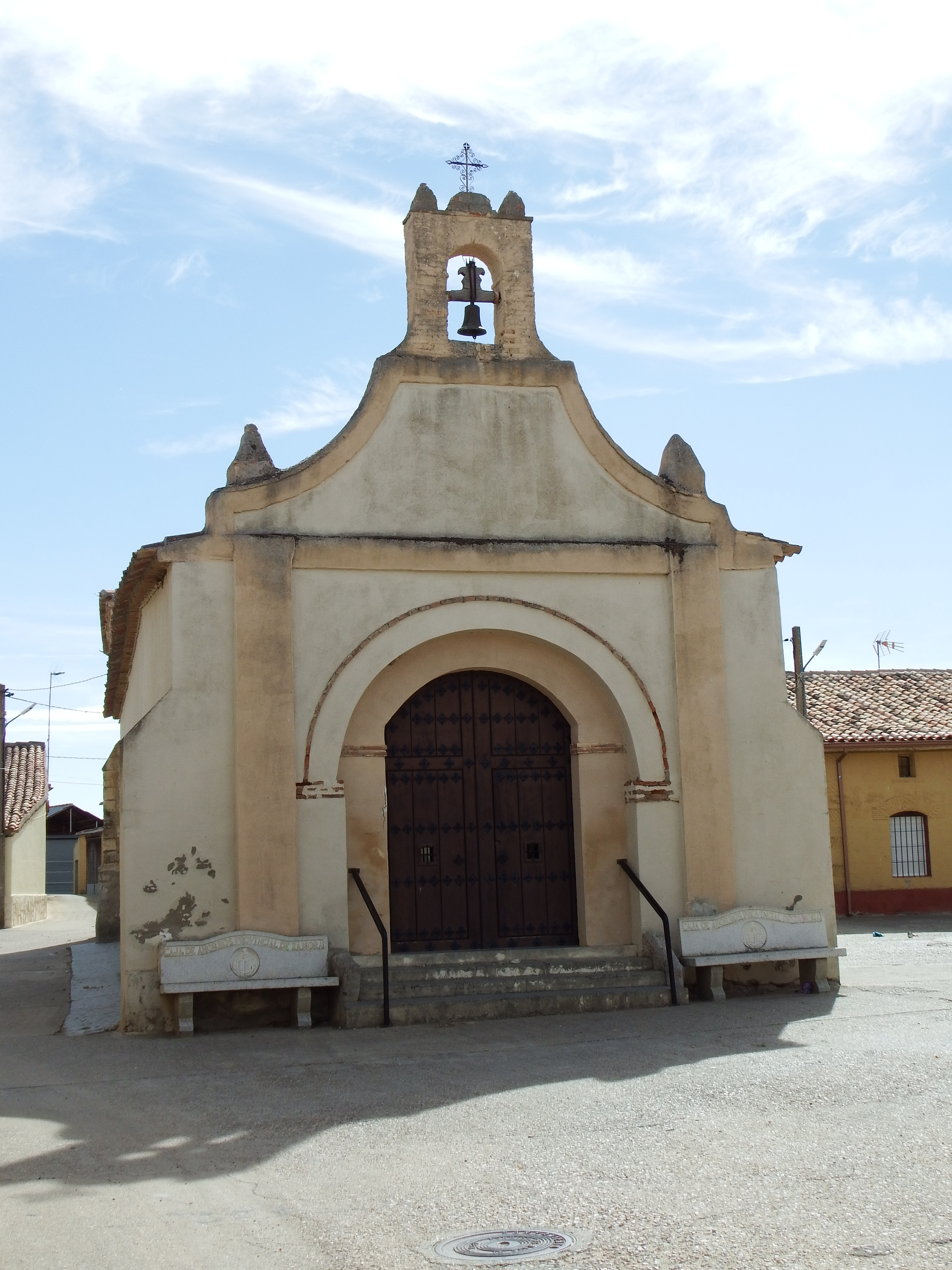
Christuskapelle
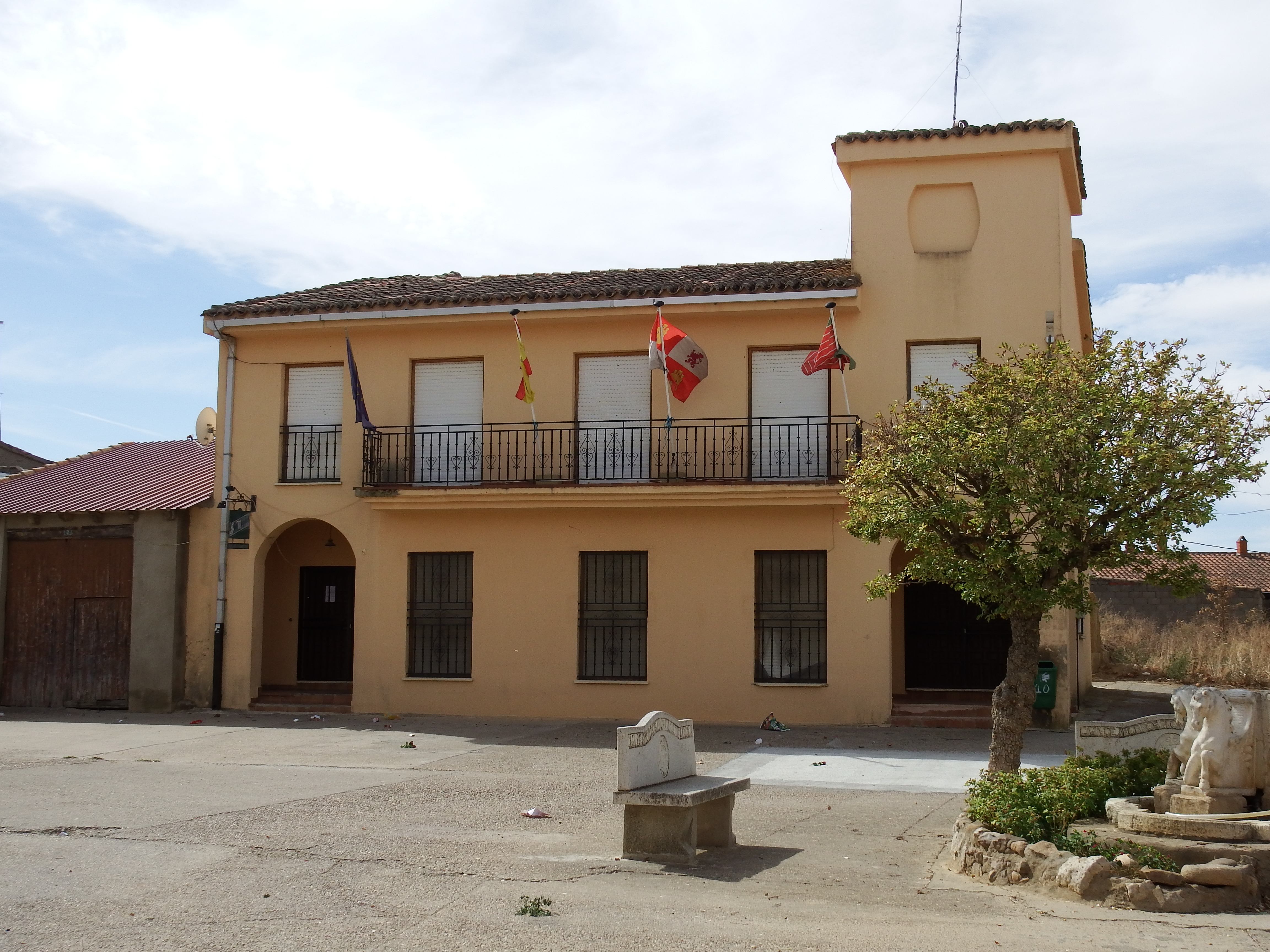
Rathaus

- Kirche Mariä Himmelfahrt
- Christuskapelle
- Rathaus